# Robert Kovač
Robert Kovač (Berlim, 6 de abril de 1974) é um ex-futebolista alemão de origens croatas, o que o fez defender a Seleção Croata por dez anos. Atualmente é auxiliar do Bayern de Munique.

## Carreira
Apesar do grande tempo defendendo a Croácia, apenas em 2009 foi jogar na terra das raízes, ao assinar com o Dínamo Zagreb. Até então, Robert passara quase toda a carreira na terra natal, a Alemanha. Quando esteve no Bayer 04 Leverkusen e no Bayern Munique, chegou a ser colega de clube de seu irmão mais velho, Niko Kovač, outro teuto-croata. Junto dele, esteve nas Copas do Mundo de 2002 e 2006 e nas Eurocopas de 2004 e 2008. Apenas no último torneio, todavia, experimentaria a sensação de avançar da primeira fase, embora os eslavos tivessem logo depois uma dura eliminação frente à Turquia.
Robert sucedeu a Niko como capitão da Croácia em 2008, mas se aposentaria como ele da seleção em 2009, após a não-classificação para as repescagens para a Copa do Mundo FIFA de 2010.
Robert aposentou-se do futebol definitivamente após o término da temporada 2009/2010.
No dia 1 de julho de 2018, ele se tornou gerente assistente do Bayern de Munique. O irmão mais velho de Robert, Niko, trouxe Robert com ele para o Bayern quando ele assumiu o cargo de gerente do clube. Porém, no dia 3 de novembro de 2019, seu irmão mais velho se separou do clube.